# Poospiza whitii
A Poospiza whitii a madarak osztályának verébalakúak (Passeriformes) rendjébe és a tangarafélék (Thraupidae) családjába tartozó faj.

## Rendszerezése
A fajt Philip Lutley Sclater angol ügyvéd és zoológus írta le 1883-ban.

## Előfordulása
Az Andok lábainál, Argentína és Bolívia területén honos. Természetes élőhelyei a szubtrópusi és trópusi cserjések, lápok, mocsarak, folyók és patakok környékén, valamint vidéki kertek és másodlagos erdők. Vonuló faj.

## Természetvédelmi helyzete
Az elterjedési területe rendkívül nagy, egyedszáma pedig stabil. A Természetvédelmi Világszövetség Vörös listáján nem fenyegetett fajként szerepel.